# Oxynoemacheilus isauricus
Oxynoemacheilus isauricus — вид коропоподібних риб родини немахейлових (Nemacheilidae). Описаний у 2021 році.

## Поширення
Ендемік Туреччини. Поширений у басейні озер Бейшехір і Сугла.

## Опис
Від інших видів групи Oxynoemacheilus angorae дуже тонкою хвостовою ніжкою (її глибина в 2,2–2,6 рази менша довжини), короткою головою (довжина голови 21–24 % SL) і серединною серією з плям неправильної форми на боці.